# Гобби, Марина
Марина Канетта Гоби (порт.-браз. Marina Canetta Gobbi; род. 1 апреля 1989, Сан-Паулу) — бразильская лучница, выступающая в соревнованиях по стрельбе из олимпийского лука. Участница Олимпийских игр.

## Биография
Марина родилась 1 апреля 1989 года.
С 2013 года является членом сборной Бразилии по стрельбе из лука.
На Южноамериканских играх 2014 года в индивидуальных соревнованиях Канетта добралась до стадии 1/8 финала.
Первую медаль выиграла на турнире в Гватемале в начале 2016 года. 17 июля 2016 года Олимпийский комитет Бразилии включил Марину Гобби в состав женской сборной по стрельбе из лука на домашнюю Олимпиаду.
В командном турнире Марина Канетта Гоби и ее соотечественники Ане Марселле дос Сантос и Сара Никитин, в сумме предварительного раунда набравшие 1845 очков и став 11 сеяными, проиграли итальянкам в матче первого раунда со счетом 0:6. В женском индивидуальном турнире Канетта Гобби занимала в рейтинговом раунде 54-е место с 599 очками, и в плей-офф не смогла победить Ци Юйхун из Китая, завершив соревнования со счётом 1:7.
На Всемирных военных играх 2019 года, которые проходили в октябре в китайском Ухане, Канетта Гобби заняла четвёртое место, уступив в матче за бронзу россиянке Инне Степановой.